# Ciao cara come stai?/Vendetta
Ciao cara come stai? / Vendetta pubblicato nel 1974 è un 45 giri della cantante italiana Iva Zanicchi.
Il lato A del singolo ha vinto la 24ª edizione del Festival di Sanremo.

## Tracce
Lato A
- Ciao cara come stai? - 3:50 - (Dinaro - Claudio Daiano / Italo Janne - Cristiano Malgioglio)

Lato B
- Vendetta - 3:40 - (Limiti - Castellari)